# ラタック列島
座標: 北緯9度00分 東経171度00分 / 北緯9.000度 東経171.000度

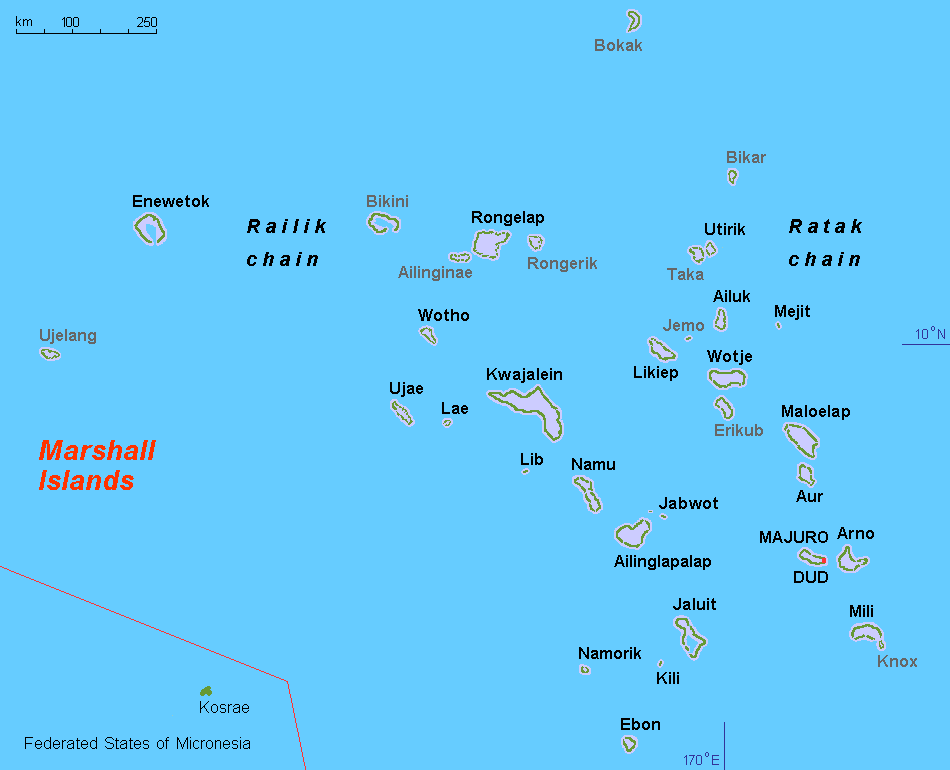
ラタック列島の地図

ラタック列島(Ratak Chain)は、マーシャル諸島に属する列島である。列島の名称である”ラタック”は、現地語で”日の出”を意味する。列島内に住む人の合計は、1999年度で30,925人である。
列島内にある主な島、環礁は以下の通り。
- ボカック環礁 (Bokak Atoll)
- ビカール環礁 (Bikar Atoll)
- ウチリック環礁 (Utirik Atoll)
- タカ環礁 (Taka Atoll)
- メジット島 (Mejit Island)
- アイルック環礁 (Ailuk Atoll)
- ジェモ島 (Jemo Island)
- リキエップ環礁 (Likiep Atoll)
- ウォッジェ環礁 (Wotje Atoll)
- エリカブ環礁 (Erikub Atoll)
- マロエラップ環礁 (Maloelap Atoll)
- オール環礁 (Aur Atoll)
- マジュロ環礁 (Majuro Atoll)
- アルノ環礁 (Arno Atoll)
- ミリ環礁 (Mili Atoll)
- ノックス環礁 (Knox Atoll)